# プレイグ テイル -イノセンス-
『プレイグ テイル -イノセンス-』（A Plague Tale: Innocence）は、フランスのゲーム会社Asobo Studioが開発しFocus Home Interactiveより2019年5月14日に発売されたアクションアドベンチャーゲーム。
続編『プレイグ テイル -レクイエム-』(A Plague Tale: Requiem) が、2022年10月に発売された。

## 概要
イギリスから来た異端審問官たちと、疫病を運び人々を食い殺すネズミの大群という二つの脅威が幼い姉弟を襲う。二人がステルス主体で協力しあいながら、スリングという投石器や錬金術を活用し脅威を潜り抜けるゲームデザインである。
ダークファンタジー的世界観が特徴であり、積み重なった人や家畜の死体の山、ネズミたちに食い散らかされた人々などショッキングなシーンが数多く見られる。飢饉や疫病、それに伴う人々の混乱と排他的な思想などは中世暗黒時代を元にしている。
グラフィックはフェルメールやブリューゲルといった絵画をモチーフにしつつ、ゲームに落とし込み美しく陰湿な雰囲気をかもし出している。
プレイグ テイルは直訳すると『疫病物語』である。

## ストーリー
1349年、英仏百年戦争の時代。「黒死病」として恐れられた疫病（the plague プレイグ）が猛威を振るうフランス。主人公である15歳の少女アミシアは、高名な騎士にして優れた領主である優しい父ローベルと、偉大な錬金術を修めた厳格な母ベアトリスのもとで平穏に暮らしていた。しかし、なぜか幼い弟のユーゴだけは、奥の子供部屋に隔離されており、姉弟が直接会う機会は数えるほどしかなかった。ある日突然、ユーゴを狙ってやって来た異端審問官の衛兵たちに襲われ、息子を庇おうとした父ローベルは無残にも惨殺される。そして母ベアトリスは、姉弟を屋敷の外まで連れ出して、錬金術師でもある医師ローレンシウスのもとへ行くようアミシアに言い残し、追ってきた兵士によって犠牲になってしまう。無数の追っ手から逃亡する姉弟だったが、なぜか地面が次々に陥没して兵士たちの追跡を妨げていき、川に飛び込んだ2人はなんとか逃げ切ることに成功する。時を同じくして、この地域に人を食い殺すネズミの大群が大発生していた。異端審問官とネズミという二つの脅威に狙われながら、幼い二人の過酷な旅が始まる。
街では疫病が蔓延し、暴徒たちが殺気立っており、2人を「疫病を招いた元凶」だと言って殺そうとしてくる。暴徒から逃げる中で、聞き分けのないユーゴに「両親が死んだこと」を告げてしまう。動揺して逃げたユーゴが甲冑の騎士に捕まり、アミシアは騎士をスリングで殺害し、初めて人を殺した罪悪感を感じるのであった。教会に助けを求めた2人だったが、ネズミの大群に襲われて神父が食い殺され、2人は松明などでネズミを遠ざけながら進み、街の外へと脱出する。疫病プレイグに感染して床に臥せっているローレンシウスによると、彼と母は「ユーゴの力を抑制する研究をしていた」という。彼の若き弟子ルカの協力を得て、燃焼材『イグニファー』を錬金術で作成することに成功するが、ネズミの氾濫により屋敷が燃え、ローレンシウスは亡くなってしまう。ルカに同行してもらい、戦場跡を進んでいき、ルカに新たな錬金術・睡眠薬『ソムナス』を習う。だがその後、盗賊の少年たちを助けたために、アミシアとユーゴは兵士たちに捕まってしまう。装備を没収されて檻に入れられたアミシアは、さきほどの盗賊の少女メリーに助けられ、捕らわれたユーゴと装備を取り戻す。そこに両親を殺害したニコラ卿が現れるが、盗賊の少年アルチュールの援護もあって逃走することに成功する。
シャトーと呼ばれる城を目指す3人は、途中でメリーから強酸薬『デヴォランティス』を教えてもらい、途中で兵士に連行されるルカを助ける。さらに、ルカから新たな錬金術である閃光弾『ルミノーサ』を習い、城のネズミの群れを撃退していく。城の居住部で、穏やかなひと時を過ごすが、ユーゴの血に流れる《マキューラ》は急速に進行して蝕んでいた。ユーゴの病の進行を遅らせる方法が書かれた「赤の本」を手に入れるため、アミシアは街の大学へと向かう。おびただしい死体が溢れる道中で、ネズミ誘引剤『オドリス』を盗み見て覚えたアミシアは、ネズミを誘導することで大学へと辿りつく。大学に侵入したアミシアは、両親を殺害するよう命じた大審問官ヴィタリス・ベネヴァンが既に疫病に感染している所を目撃する。ユーゴを手中にできず焦るヴィタリスは、鍛冶屋の息子ロドリックを拘束しており、彼の父が作った「錠」を開く方法を求めていた。図書館の地下で「赤の本」を見つけたアミシアは、ロドリックから消火剤『エクスティングイス』を教えてもらい、炎で焼け落ちる図書館からの脱出に成功する。
3週間が過ぎ、設備の整わない中では「赤の本」の効果は少なく、ユーゴの症状は悪化の一途を辿っていた。監獄から脱走してきたアルチュールによると、母ベアトリスが存命して捕らわれていたことが判明する。ユーゴを助けるため、母親の物資を手に入れるべく自宅へと向かう。自宅の屋敷でアミシアは父親の遺体と対面するも、ネズミの大群によって遺体は飲み込まれてしまう。裏庭で亡くなっていたのは母ではなく、使用人のランベールが身代わりになっていた。母から絶対に近づくなと厳命されていた屋敷の裏庭に「母親の研究室」があり、そこで母の残した試作品を元にして『エリクサー』を精製することに成功、ユーゴにエリクサーを飲ませる。翌朝目覚めると、ユーゴが行方不明になっており、探しに出たアミシアは森の中で、これまで出会ってきた人々の幻想を見る。ユーゴはニコラ卿に連れていかれ、ユーゴの血が抜き取られる。ヴィタリスの聖堂に捕らわれの身となったユーゴは、軟禁された部屋から抜けだして、地下に捕らわれている母親を助け出し、ネズミを操る操作術『インペリウム』で脱出する。だが、ユーゴの覚醒を望むヴィタリスによって、再び2人は捕えられてしまう。
3日間も昏睡していたアミシアが目覚めた夜、城にかつてないネズミの大氾濫が訪れ、ニコラ卿に連れられたユーゴが現れる。ニコラ卿は姉を殺すようユーゴに命令し、従わなければ母を殺すと脅していた。ニコラ卿によってアルチュールが殺され、アミシアは洗脳から戻ったユーゴの操作術『インペリウム』でニコラ卿を倒す。双子の兄アルチュールを殺されたメリーは怒りに燃え、それに同調したアミシア達はわずか5人で、ヴィタリスの軍隊を倒すため聖堂へと向かう。二手に分かれることになり、その道中でロドリックが弓に射られて亡くなってしまう。大審問官ヴィタリスは、ユーゴの血によって覚醒して「白いネズミ」を操る強大な力に目覚めていたが、アミシアとユーゴは力を合わせて撃破し、ヴィタリスは力尽きて亡くなる。
3日後、ネズミの大群の去った街では再建が始まりつつあり、ささやかながら祭りが開かれていた。アミシアとユーゴの二人は、互いにふざけあいながらルカと母親共に馬車で故郷へと帰路につく。

## ゲームシステム
ステルス
アミシア、ユーゴの幼い二人では真正面で衛兵に勝てず、隠れて倒す必要がある。石を鉄にぶつける。食器を投げるなどをして衛兵をやり過ごすことも必要となっていく。
スリング
アミシアは父から習った投石術があり、それでステルス要素で衛兵達を倒すことができる。だが、スリングは見つかるリスクが多い。クラフトによって強化することが可能。
収集品
珍品や花など時折落ちているアイテムであり、中世ヨーロッパの風習を感じさせる。
錬金術
ルカから習った錬金術で火を消したり、火をつけたりすることが可能。クラフトによって強化することが可能。
- 『イグニファー』 - 消えかけた火を再点火できる燃焼材。
- 『ソムナス』 - 兵士を眠らせる睡眠薬。
- 『デヴォランティス』 - 兵士のヘルメットを溶かす強酸薬。
- 『ルミノーサ』 - ネズミを駆除できる閃光弾。
- 『オドリス』 - ネズミを引き寄せる誘引剤。
- 『エクスティングイス』 - 火を消すことができる消火剤。

## 登場人物

### メインキャラクター
アミシア・デ・ルーン（Amicia de Rune）
本作の主人公。15歳の女の子。フランスの小さな田舎の貴族の娘であり、行動力旺盛で気丈な性格。父から習った投石術は抜群で、百発百中の腕前である。一方で花を髪につけるなど少女らしい一面もある。一方で、鍛えられた兵士に正面から戦い勝利することは不可能である。
ユーゴを守るように母から言われ共に行動することとなる。母を独占し、全く会っていなかったユーゴに嫉妬や距離感を覚えていたが、旅をするうちに愛情が芽生えていく。非常事態の中でも幼すぎて聞き分けが悪いこともあるユーゴに対し、時に辛く当たってしまうが、懸命に彼のために戦い苦悩しながらも手を血で染めていく。
ユーゴ・デ・ルーン（Hugo de Rune）
もう一人の主人公。5歳の男の子。出生時から患っている謎の病のため、家族から隔離されて暮らしてきた。年相応なため、母に甘えたく、姉と衝突することが多々ある。しかし、旅するうちに姉を家族として慕うようになる。花や植物に詳しく、アミシアに花をプレゼントする。
小さな窓や穴などはユーゴが入り、鍵を開けることができる。
病の正体は、錬金術の禁書に記されている「プリーマ・マキューラ」（Prima Macula 原初の斑点）。

### アミシアとユーゴの両親
ローベル・デ・ルーン（Robert de Rune）
ユーゴとアミシアの父。優れた騎士にして貴族。アミシアのユーゴの嫉妬を見抜いており、父として見守りながら接する。屋敷に攻めて来た異端審問官からユーゴを匿い、衛兵達に殺された。
ベアトリス・デ・ルーン（Béatrice de Rune）
ユーゴとアミシアの母。錬金術を修めており、その経験を元にユーゴの治療に利用していた。異端審問官の手からユーゴ達を逃がし、そのまま殺害されたと思われていたが、ストーリー後半で生存が判明する。ヴィタリスとの決戦後救出されるが、意識不明になってしまう。

### 序盤
ローレンシウス
錬金術師でもある医師。母のベアトリスと共に、ユーゴの生まれ持った異能の力を抑制する研究をしていたが、ネズミの氾濫が早まったことで間に合わなかった。疫病に感染してしまい寝たきりとなり、弟子のルカに看病されていた。アミシア達が訪問時に、ネズミの氾濫により火事となり焼死した。
ルカ（Lucas）
13歳の男の子。錬金術師でもある医師ローレンシウスの弟子であり、アミシアに錬金術を教える。

### 中盤
メリー（Mélie）
盗賊の少女で、アルチュールの双子の姉。ピッキングの技術が高い。貴族の家柄であるアミシア達を当初は快く思っていなかったが、行動を共にするにつれて過酷な運命に立ち向かう姿に心を打たれ、次第に友情を深めていく。
アルチュールやロドリックが死亡した際には激しい怒りを露わにしつつも、死に至らしめた元凶であるネズミを操るユーゴに対して複雑な感情を抱いている。
アルチュール（Arthur）
盗賊の少年。メリーの双子の弟。高所から援護攻撃を行う。
ヴィタリスの追手から逃れる際自ら囮となり、アミシア達の逃亡をサポートするものの、油断したところをニコラによって殺害された。
ロドリック（Rodric）
鍛冶屋の少年。父が作った錠を開く方法を求めるニコラに囚われていた。他の少年少女に比べ恰幅が良く、敵を後ろから羽交い締めにして失神させられる。
アミシアとユーゴと共にヴィタリスのいる聖堂へ向かう途中、アミシア達を庇う形で敵の掃射を全身に受け、絶命した。

### 敵キャラクター
ヴィタリス・ベネヴァン（Vitalis Bénévent）
大審問官（Grand Inquisitor）であり、既に疫病に感染している怪しげな風体の老人。ネズミの脅威を取り除くため、異端審問の騎士および錬金術師を従えてユーゴを狙う。人々を救うと公言しているが、真の狙いはユーゴの血。
ニコラ卿（Lord Nicholas）
ヴィタリスを護衛する、黒い鎧を着た近衛騎士団の団長。ユーゴを奪うため、デ・ルーン家を襲撃した。

## 作中用語
ネズミ（the Rats）
民や衛兵からは「カミツキ」（the Bite）や「疫病（プレイグ）」（the plague）と呼ばれる。本作のネズミは、史実のペスト媒介者というよりも怪物であり、このネズミから逃げるのが本作のシステムである。ひとたび人間や獣に襲いかかれば、数秒で食い殺してしまう。弱点は光であり、暗がりでしか活動できない。逃げ込める暗がりや隙間から離されて、日光や灯火などに照らされ続けると消滅する。
プリーマ・マキューラ（Prima Macula 原初の斑点）
ユーゴの病の正体。ネズミや疫病を操ることができる特異能力で、錬金術と深く関わっている。ルカによると、マキューラは特定の血統に代々受け継がれてきたもので、かつて出現する度に世界を変貌させた力であり、古くはローマ帝国のユスティニアヌスの斑点だと言う。「呪い」や「古代の悪魔」（ancient evil）だとも言われるが、終盤で大きく活躍する。
錬金術
一般人にとって理解不能とされている、いわゆる「化学」のこと。